# Секретаріат у справах економіки Святого Престолу
Секретаріа́т у спра́вах еконо́міки (італ. Segreteria per l'Economia) — дикастерія Римської курії якій підвладні всі види економічних активів Святого Престолу і держави-міста Ватикану. Секретаріат призваний консолідувати наявні ватиканські фінансові структури та спростити керування ними. Секретаріат у справах економіки буде відповідальним за фінансове планування, складання бюджету й закупівлю обладнання. Його контролюватиме інший новий підрозділ — Рада економіки, що включатиме 15 членів — 8 єпископів і 7 експертів-мирян, залучених з інших частин світу.

## Історія
Папа Франциск розпорядився про створення секретаріату своїм motu proprio Fidelis dispensator et prudens, опублікованим 24 лютого 2014 року. Його очолює кардинал-префект, що підпорядковується безпосередньо Папі. Це відомство, після Державний секретаріат Святого Престолу, друга дикастерія з назвою секретаріату, із зазначенням її важливості проти інших установ курії. Місцеперебуванням секретаріату буде вежа Святого Йоанна в садах Ватикану.
На чолі Секретаріату у справах економіки буде стояти префект. Кардинал Джордж Пелл, архієпископ Сіднея, був названий першим префектом секретаріату й «попросив почати роботу якнайшвидше». Пелл сказав, що він почне роботу в Ватикані «до кінця березня».
Папа також оголосив про створення Ради у справах економіки, щоб установити керівні принципи політики секретаріату й аналізувати свою роботу. Рада складаються з восьми кардиналів або єпископів і семи мирян «із сильним професійним фінансовим досвідом», усі обрані так, щоби відомство являло собою Вселенську Церкву. Раду очолює кардинал-кординатор. Папа також призначить генерального аудитора.
3 березня 2014 року, Папа Франциск призначив монсеньйора Альфреда Ксереба першим генеральним секретарем.

## Функції Секретаріату
Секретаріат у справах економіки, об'єднуючи фінансові й адміністративні функції Ватикану в одному агентстві, втілюватиме загальноприйняті стандарти бухгалтерського обліку, фінансового управління та звітної практики, а також сприятиме підвищенню внутрішнього контролю та прозорості. Новий орган відповідатиме за планування щорічного бюджету Святого Престолу і Ватикану та підготовку докладної фінансової звітності.
Секретаріат у справах економіки реалізовуватиме директиви, що їх сформував ще один орган з назвою Рада у справах економіки, який складатиметься з 8 ієрархів і 7 світських експертів.
Нові положення передбачають також введення функції Генерального аудитора, якого призначає Папа, і який буде уповноважений проводити перевірки будь-якого органу Святого Престолу й Ватикану в будь-який час.
Окрім того, Понтифік підтвердив роль Адміністрації майна Святого Престолу та Ватиканського банку. Без змін залишається Бюро фінансової інформації, яке далі здійснюватиме свої поточні справи з нагляду й регулювання діяльності Святого Престолу і Держави Ватикан.

## Керівництво Секретаріату
- префект Секретаріату — Хуан Антоніо Ґерреро Альвес;
- генеральний секретар — монсеньйор Альфред Ксереб;
- прелат-секретар — монсеньйор Брайан Ферм;
- генеральний аудитор — вакансія.

## Склад Ради у справах економіки

### Клірики
- Рейнхард Маркс, архієпископ Мюнхена та Фрайзінга, Німеччина (координатор);
- Хуан Луїс Сіпріані Торн, архієпископ Ліми, Перу;
- Даніель Ніколас Дінардо, архієпископ Галвестон-Г'юстона, США;
- Вілфрід Фокс Нап'є, O.F.M., архієпископ Дурбана, ПАР;
- Жан-П'єр Рікар, архієпископ Бордо, Франція;
- Норберто Рівера Каррера, архієпископ Мехіко, Мексика;
- Йоанн Тонг Хон, єпископ Гонконгу, КНР;
- Агостіно Валліні, Генеральний вікарій Риму.

### Миряни
- доктор Джозеф Ф.Кс. Захра, голова Папської комісії для реформування організації економіко-адміністративних структур Святого Престолу, Мальта (віце-координатор);
- Джон Ф. Кайл, Канада
- Жан-Батіст Дувілль де Франссю, член Папської комісії для реформування організації економіко-адміністративних структур Святого Престолу, Франція;
- доктор Йохен Мессемер, член Папської комісії для реформування організації економіко-адміністративних структур Святого Престолу, Німеччина;
- професор Франческо Вермільйо, Італія;
- Джордж Єо, член Папської комісії для реформування організації економіко-адміністративних структур Святого Престоли, Сингапур;
- Енріке Льяно Куето, Іспанія;

## Виноски
1. ↑  New Coordination Structure for the Economic and Administrative Affairs of the Holy See and Vatican City State. Holy See Press Office. 24 лютого 2014. Архів оригіналу за 9 листопада 2014. Процитовано 24 лютого 2014.
2. 1 2 3  Понтифік створив новий ватиканський центральний фінансовий орган. Архів оригіналу за 19 квітня 2014. Процитовано 16 квітня 2014.
3. ↑  Папа Франциск заснував Секретаріат у справах економіки. Архів оригіналу за 8 березня 2014. Процитовано 16 квітня 2014.
4. ↑  Reese, Thomas (24 лютого 2014). Cardinal Pell is new Vatican financial watchdog. National Catholic Reporter. Архів оригіналу за 5 березня 2014. Процитовано 25 лютого 2014.
5. ↑  Allen Jr., John L. (25 лютого 2014). Financial reform shows crafty political side of pope. Boston Globe. Архів оригіналу за 25 лютого 2014. Процитовано 25 лютого 2014.
6. ↑  Andrea Gagliarducci (3 березня 2014). Pope Francis observes, judges, and acts. And begins establishing a parallel Curia. MondayVatican. Архів оригіналу за 23 травня 2014. Процитовано 3 березня 2014.
7. 1 2  Australian Cardinal to head new Vatican Secretariat for Economy. News.va. 24 лютого 2014. Архів оригіналу за 1 березня 2014. Процитовано 24 лютого 2014. [Архівовано 2014-03-01 у Wayback Machine.]
8. ↑  Rocca, Francis X. (24 лютого 2014). Pope establishes panel, with lay members, to oversee Vatican finances. Catholic News Service. Архів оригіналу за січень 9, 2015. Процитовано 25 лютого 2014.
9. 1 2  Motu proprio “Fidelis et dispensator prundens" for the Management of the Economic Assets of the Holy See. Vatican Information Service. Архів оригіналу за 2 березня 2014. Процитовано 26 лютого 2014. [Архівовано 2014-03-02 у Wayback Machine.]
10. ↑  Tornielli, Andrea (3 березня 2014). Francis appoints Fr. Xuereb as secretary general of the Vatican's new economy secretariat. Vatican Insider. Архів оригіналу за 3 березня 2014. Процитовано 3 березня 2014.